# Иос
И́ос (греч. Ίος) — остров в Греции, расположен в южной части Эгейского моря. Входит в архипелаг Киклады. Остров расположен между островами Наксос и Санторини. Длина острова с севера на юг составляет 18 километров, ширина — 10 километров. Расстояние от порта Пирей — 107 морских миль. Население острова по переписи 2001 года составляло 1838 человек. На острове развит туризм. Остров знаменит тем, что здесь, по сообщению Геродота и Павсания, умер Гомер.

## Достопримечательности
- Археолого-краеведческий музей в столице Хора (Иос).
- Музей современного искусства в местечке Колицани.
- Церковь Святой Ирины близ гавани.
- Согласно историческим сведениям, остров Иос — место смерти великого древнегреческого поэта Гомера.
- Башня эллинистической эпохи и руины древнего водопровода в местечке Агиа-Феодоти.
- Развалины древнего храма в Псафи.
- Полуразрушенная венецианская крепость в местности Палэокастро.
- руины башни эллинистической эпохи в местности Плакото.
- 24 июня — день Святого Иоанна Крестителя. В этот день на острове до сих пор сохраняется обычай под названием «Клидонас»: традиционные гадания в сопровождении обрядовых песен и танцев.